# 예지 네이만
예지 네이만(폴란드어: Jerzy Neyman, 1894–1981)은 폴란드의 통계학자이다. 신뢰구간의 개념을 정의하였다.

## 생애
1894년 4월 16일에 당시 러시아 제국, 오늘날 몰도바에 속한 벤데르의 폴란드계 가정에서 태어났다. 네이만은 총 4자녀 가운데 막내였으며, 아버지는 체스와프 스프와바네이만(영어: Czesław Spława-Neyman), 어머니는 카지미에라 루토스와프스카(폴란드어: Kazimiera Lutosławska)였다. 스프와바네이만 가문은 폴란드 귀족 출신이었으며, 가톨릭교회를 따랐다.
1912년에 하르키우 대학교에 입학하여 수학을 공부하였으며, 특히 앙리 르베그의 측도론을 공부하였다.
1921년에 소련-폴란드 전쟁이 종전된 뒤 폴란드로 이사하여, 바르샤바 대학교에서 1924년에 박사 학위를 수여받았다. 이후 몇 년 동안 런던과 파리에서 칼 피어슨·에밀 보렐 아래 통계학을 공부하였다.
폴란드에 귀국한 뒤, 네이만은 바르샤바 넨키 실험생물학 연구소(폴란드어: Instytut Biologii Doświadczalnej im. Marcelego Nenckiego PAN)에 생물통계학 실험실을 설립하였다.
1938년에 미국 캘리포니아 대학교 버클리로 이전하였고, 캘리포니아에서 여생을 보냈다. 버클리에서 네이만은 총 39명의 박사 과정 제자들을 육성하였다. 1981년에 캘리포니아주 오클랜드에서 사망하였다.

## 참고 문헌
- Reid, Constance (1982). 《Jerzy Neyman — From Life》 (영어). Springer. ISBN 0-387-90747-5.